# Строкино (станция)
Строкино — железнодорожная станция Ярославского региона Северной железной дороги, находящаяся в деревне Железнодорожной станции Строкино Богородского сельского поселения Ивановского района Ивановской области.
Железнодорожная станция имеет одну боковую низкую прямую платформу. Есть здание вокзала, туалет, турникетами не оборудована.

## Деятельность
Станция открыта для выполнения следующих операций: продажа билетов на все пассажирские поезда. Прием и выдача багажа не производятся.

## Дальнее следование по станции
Поезда дальнего следования по станции Строкино остановки не имеют.

## Пригородное сообщение по станции
По состоянию на май 2019 года на станции Строкино имеют остановку пригородные поезда на тепловозной тяге: сообщением Иваново — Кинешма (2 пары поездов ежедневно) и Иваново — Ярославль (2 пары поездов ежедневно).
- * Расписание пригородных поездов. Яндекс.Расписания.

| № поезда  | Маршрут движения  | № поезда  | Маршрут движения  |
| --------- | ----------------- | --------- | ----------------- |
| 6236      | Кинешма — Иваново | 6239      | Иваново — Кинешма |
| 6237      | Иваново — Кинешма | 6238      | Кинешма — Иваново |
| 6277/6278 | Нерехта — Иваново | 6275/6276 | Иваново — Нерехта |
| 6273/6274 | Иваново — Нерехта | 6279/6280 | Нерехта — Иваново |

## Адрес вокзала
- 153506, Россия, Ивановская область, Ивановский район, деревня Железнодорожной станции Строкино, Вокзальная ул., 1А